# Robert Altman Award
De Robert Altman Award is een van de Film Independent Spirit Awards. Deze Amerikaanse filmprijs wordt sinds 2007 jaarlijks uitgereikt en is ter erkenning voor het beste ensemble van een onafhankelijke film. De prijs is vernoemd naar de Amerikaanse regisseur Robert Altman en wordt direct toegekend aan de winnaar, er worden geen andere genomineerden bekendgemaakt.

## Winnaars
De winnaars staan vermeld in vette letters.

### 2007-2009
| Jaar       | Film                 | Regisseur(s)            | Casting director(s)              | Cast |
| ---------- | -------------------- | ----------------------- | -------------------------------- | --- |
| 2007 (23e) | I'm Not There        | Todd Haynes             | Laura Rosenthal                  | Christian Bale, Cate Blanchett, David Cross, Marcus Carl Franklin, Charlotte Gainsbourg, Richard Gere, Bruce Greenwood, Heath Ledger, Julianne Moore, Ben Whishaw en Michelle Williams |
| 2008 (24e) | Synecdoche, New York | Charlie Kaufman         | Jeanne McCarthy                  | Hope Davis, Philip Seymour Hoffman, Jennifer Jason Leigh, Catherine Keener, Samantha Morton, Tom Noonan, Emily Watson, Dianne Wiest en Michelle Williams                               |
| 2009 (25e) | A Serious Man        | Ethan Coen en Joel Coen | Ellen Chenoweth en Rachel Tenner | Richard Kind, Sari Lennick, Jessica McManus, Fred Melamed, Michael Stuhlbarg en Aaron Wolff                                                                                            |

### 2010-2019
| Jaar       | Film           | Regisseur            | Casting director(s)                       | Cast |
| ---------- | -------------- | -------------------- | ----------------------------------------- | --- |
| 2010 (26e) | Please Give    | Nicole Holofcener    | Jeanne McCarthy                           | Ann Guilbert, Rebecca Hall, Catherine Keener, Amanda Peet, Oliver Platt, Lois Smith en Sarah Steele |
| 2011 (27e) | Margin Call    | J.C. Chandor         | Tiffany Little Canfield en Bernard Telsey | Penn Badgley, Simon Baker, Paul Bettany, Jeremy Irons, Mary McDonnell, Demi Moore, Zachary Quinto, Kevin Spacey en Stanley Tucci |
| 2012 (28e) | Starlet        | Sean Baker           | Julia Kim                                 | Dree Hemingway, Besedka Johnson, Karren Karagulian, Stella Maeve en James Ransone |
| 2013 (29e) | Mud            | Jeff Nichols         | Francine Maisler                          | Joe Don Baker, Jacob Lofland, Matthew McConaughey, Ray McKinnon, Sarah Paulson, Michael Shannon, Sam Shepard, Tye Sheridan, Paul Sparks, Bonnie Sturdivant en Reese Witherspoon                                                                                       |
| 2014 (30e) | Inherent Vice  | Paul Thomas Anderson | Cassandra Kulukundis                      | Josh Brolin, Hong Chau, Martin Donovan, Jena Malone, Joanna Newsom, Joaquin Phoenix, Sasha Pieterse, Eric Roberts, Maya Rudolph, Martin Short, Serena Scott Thomas, Benicio del Toro, Katherine Waterston, Owen Wilson, Reese Witherspoon en Michael Kenneth Williams |
| 2015 (31e) | Spotlight      | Tom McCarthy         | Kerry Barden en Paul Schnee               | Michael Cyril Creighton, Billy Crudup, Paul Guilfoyle, Neal Huff, Brian d'Arcy James, Michael Keaton, Rachel McAdams, Mark Ruffalo, Liev Schreiber, Jamey Sheridan, John Slattery en Stanley Tucci                                                                    |
| 2016 (32e) | Moonlight      | Barry Jenkins        | Yesi Ramirez                              | Mahershala Ali, Patrick Decile, Naomie Harris, Alex Hibbert, André Holland, Jharrel Jerome, Janelle Monáe, Jaden Piner, Trevante Rhodes en Ashton Sanders |
| 2017 (33e) | Mudbound       | Dee Rees             | Billy Hopkins en Ashley Ingram            | Jonathan Banks, Mary J. Blige, Jason Clarke, Garrett Hedlund, Jason Mitchell, Rob Morgan en Carey Mulligan |
| 2018 (34e) | Suspiria       | Luca Guadagnino      | Avy Kaufman en Stella Savino              | Malgosia Bela, Ingrid Caven, Lutz Ebersdorf, Elena Fokina, Mia Goth, Jessica Harper, Dakota Johnson, Gala Moody, Chloë Grace Moretz, Fabrizia Sacchi, Renée Soutendijk, Tilda Swinton, Sylvie Testud en Angela Winkler                                                |
| 2019 (35e) | Marriage Story | Noah Baumbach        | Douglas Aibel en Francine Maisler         | Alan Alda, Laura Dern, Adam Driver, Julie Hagerty, Scarlett Johansson, Ray Liotta, Azhy Robertson en Merritt Wever |

### 2020-2029
| Jaar       | Film                | Regisseur(s)    | Casting director                          | Cast |
| ---------- | ------------------- | --------------- | ----------------------------------------- | --- |
| 2020 (36e) | One Night in Miami  | Regina King     | Kimberly R. Hardin                        | Kingsley Ben-Adir, Eli Goree, Aldis Hodge en Leslie Odom jr. |
| 2021 (37e) | Mass                | Fran Kranz      | Henry Russell Bergstein en Allison Estrin | Kagen Albright, Reed Birney, Michelle N. Carter, Ann Dowd, Jason Isaacs, Martha Plimpton en Breeda Wool                                                                                       |
| 2022 (38e) | Women Talking       | Sarah Polley    | John Buchan en Jason Knight               | Shayla Brown, Jessie Buckley, Claire Foy, Kira Guloien, Kate Hallett, Judith Ivey, Rooney Mara, Sheila McCarthy, Frances McDormand, Michelle McLeod, Liv McNeil, Ben Whishaw en August Winter |
| 2023 (39e) | Showing Up          | Kelly Reichardt | Gayle Keller                              | André Benjamin, Hong Chau, Judd Hirsch, Heather Lawless, James LeGros, John Magaro, Matt Malloy, Amanda Plummer, Maryann Plunkett, Denzel Rodriguez en Michelle Williams                      |
| 2024 (40e) | His Three Daughters | Azazel Jacobs   | Nicole Arbusto                            | Jovan Adepo, Jasmine Bracey, Carrie Coon, Jose Febus, Rudy Galvan, Natasha Lyonne, Elizabeth Olsen, Randy Ramos jr. en Jay O. Sanders                                                         |